# Réding
Réding [ʁedɛ̃] (deutsch Rieding, 1940–1944 Riedingen) ist eine französische Gemeinde mit 2307 Einwohnern (Stand 1. Januar 2022) im Département Moselle in der Region Grand Est (bis 2015 Lothringen). Sie gehört zum Arrondissement Sarrebourg-Château-Salins und zum Kanton Sarrebourg.

## Geografie
Réding liegt am Fuß der Vogesen nordöstlich von Sarrebourg auf einer Höhe zwischen 245 und 315 Meter über dem Meeresspiegel. Das Gemeindegebiet umfasst 11,61 Quadratkilometer.
Ortsteile von Réding sind Grand-Eich (Großeich), Petit-Eich (Kleineich) und Bubenbach.

## Geschichte
Der Ort wurde 789 erstmals als Rodinga erwähnt und im Dreißigjährigen Krieg schwer zerstört. Das Dorf mit seinen Bewohnern lag lange Zeit im deutschen Sprachraum. Politisch gehörte es bis 1661 zum Herzogtum Lothringen, nach dem Vertrag von Vincennes zu Frankreich. Im Jahr 1871 kam Réding nach der französischen Niederlage im Deutsch-Französischen Krieg zum Deutschen Kaiserreich und fiel nach dem Ersten Weltkrieg 1919 wieder an Frankreich zurück. Nach der Niederlage Frankreichs 1940 fiel Réding an das deutsche CdZ-Gebiet Lothringen und gehört seit 1944 wieder zu Frankreich.

### Bevölkerungsentwicklung
| Jahr      | 1962 | 1968 | 1975 | 1982 | 1990 | 1999 | 2006 | 2013 | 2021 |
| Einwohner | 1739 | 1704 | 1907 | 2283 | 2336 | 2337 | 2465 | 2424 | 2334 |

## Wirtschaft und Infrastruktur

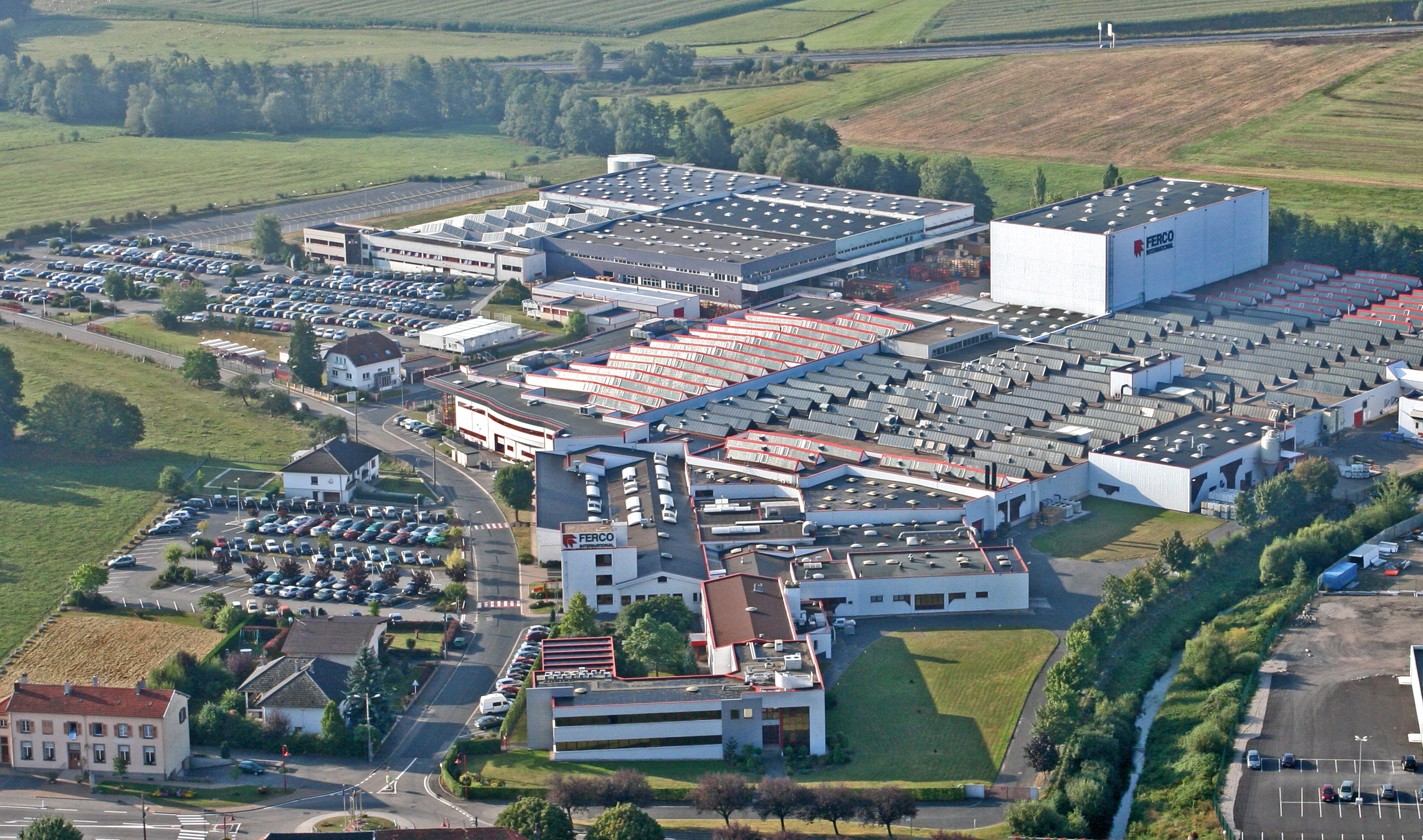
Ferco-Werk

Einzig größerer Industriebetrieb in Réding ist das unmittelbar an der Stadtgrenze zu Sarrebourg gelegene Werk des Baubeschlagherstellers Ferco SAS, ein Tochterunternehmen der deutschen GU-Gruppe.

## Verkehr
Der Bahnhof Réding liegt an der Bahnstrecke Paris–Strasbourg und ist zudem Ausgangspunkt der Bahnstrecke Réding–Metz-Ville. Bedient wird es durch Regionalverkehrszüge des TER Grand Est.
Das Ortsgebiet wird durch die Route nationale 4 durchschnitten.

## Sehenswürdigkeiten

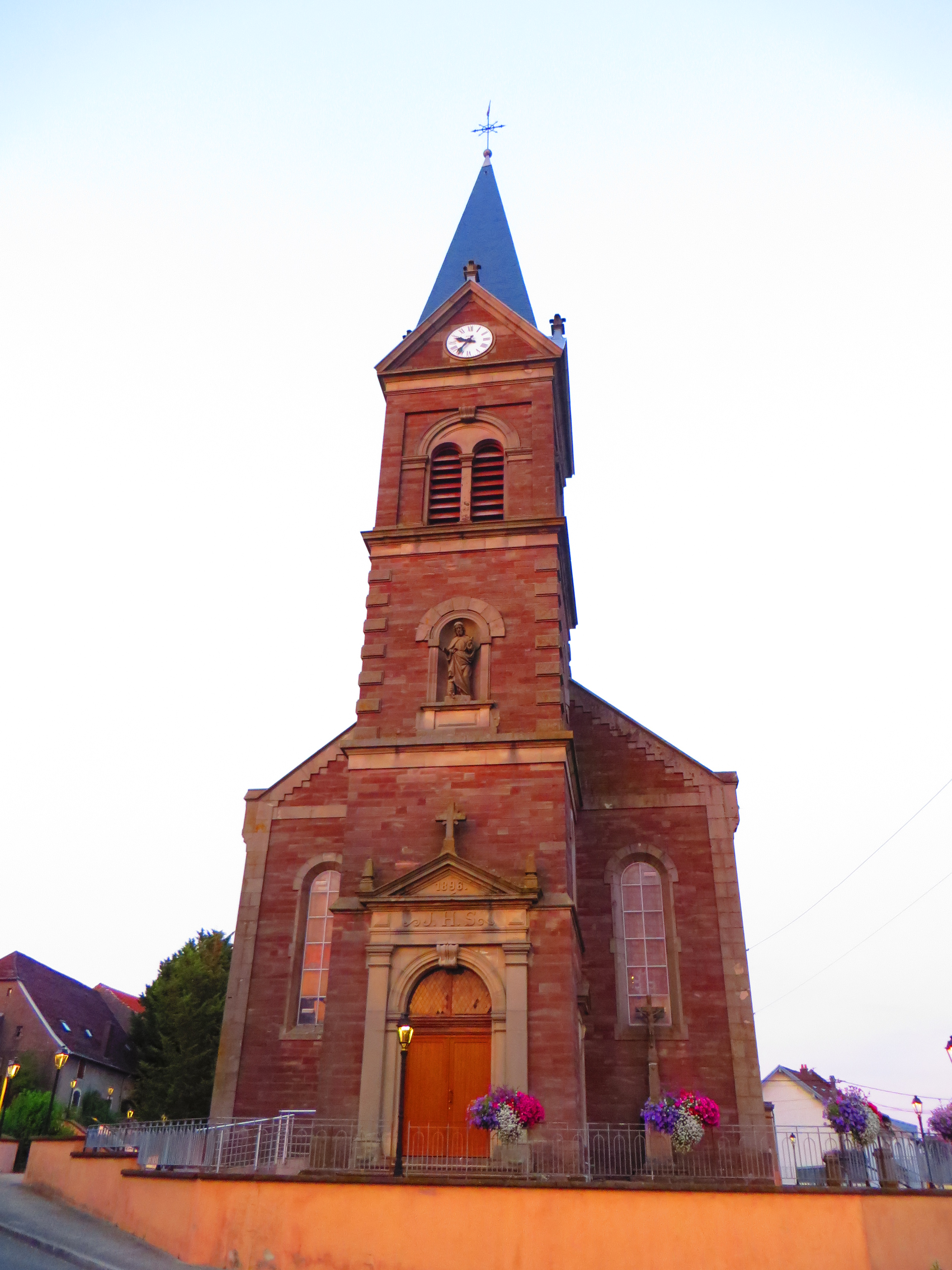
Kirche Saint-Pierre
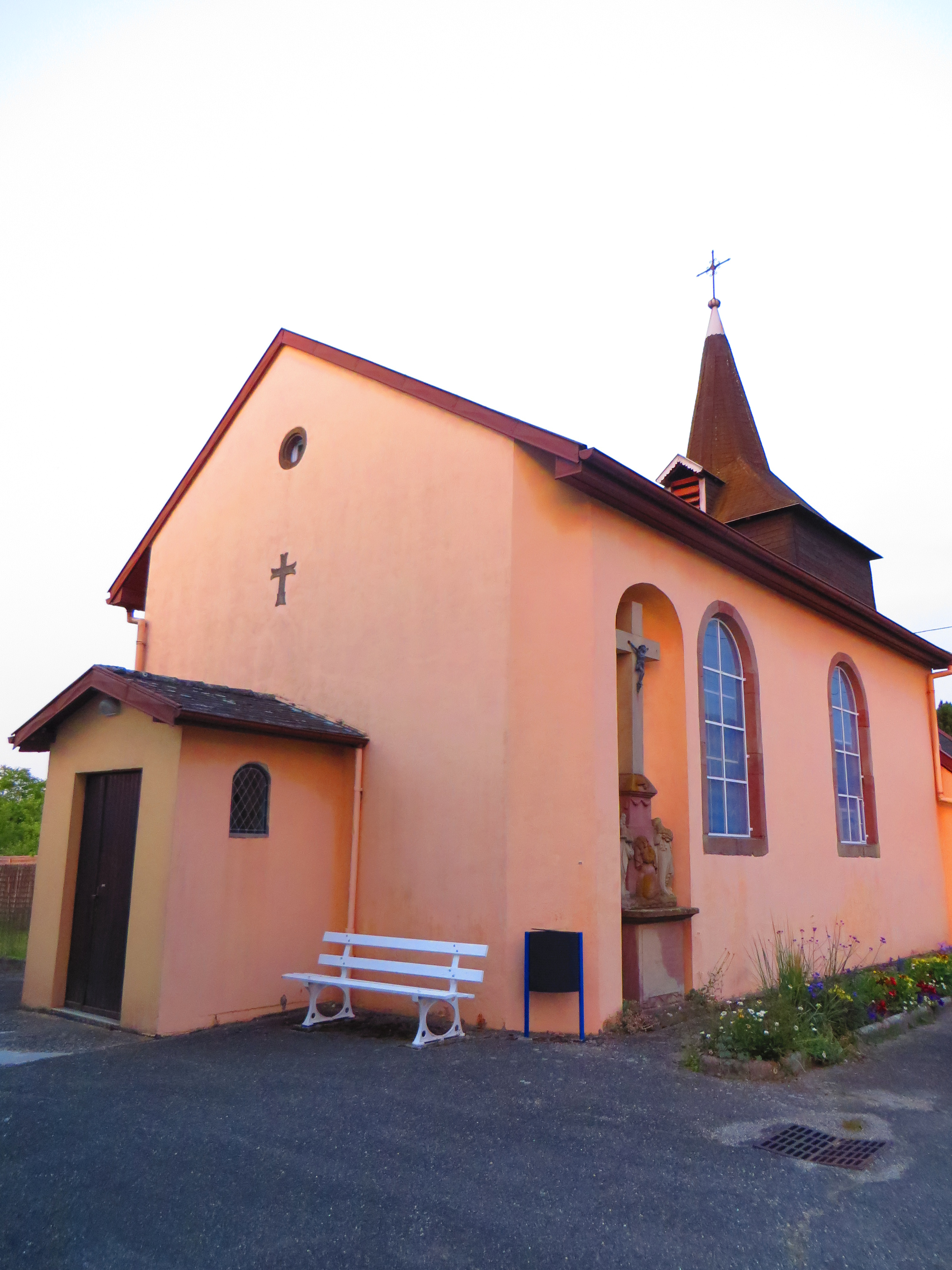
Kapelle Saint-Ulrich im Ortsteil Grand-Eich
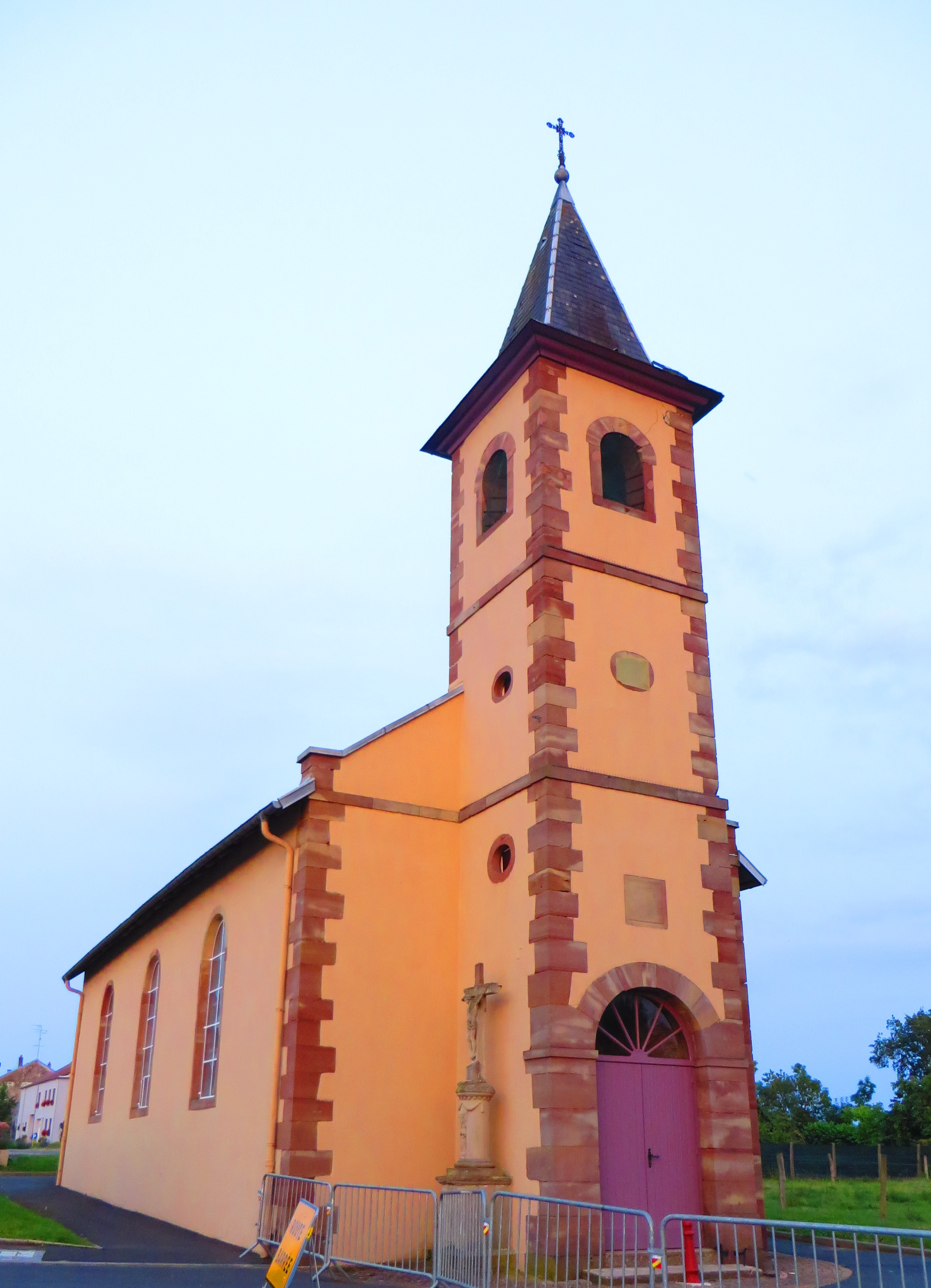
Kapelle Saint-Louis in Petit-Eich
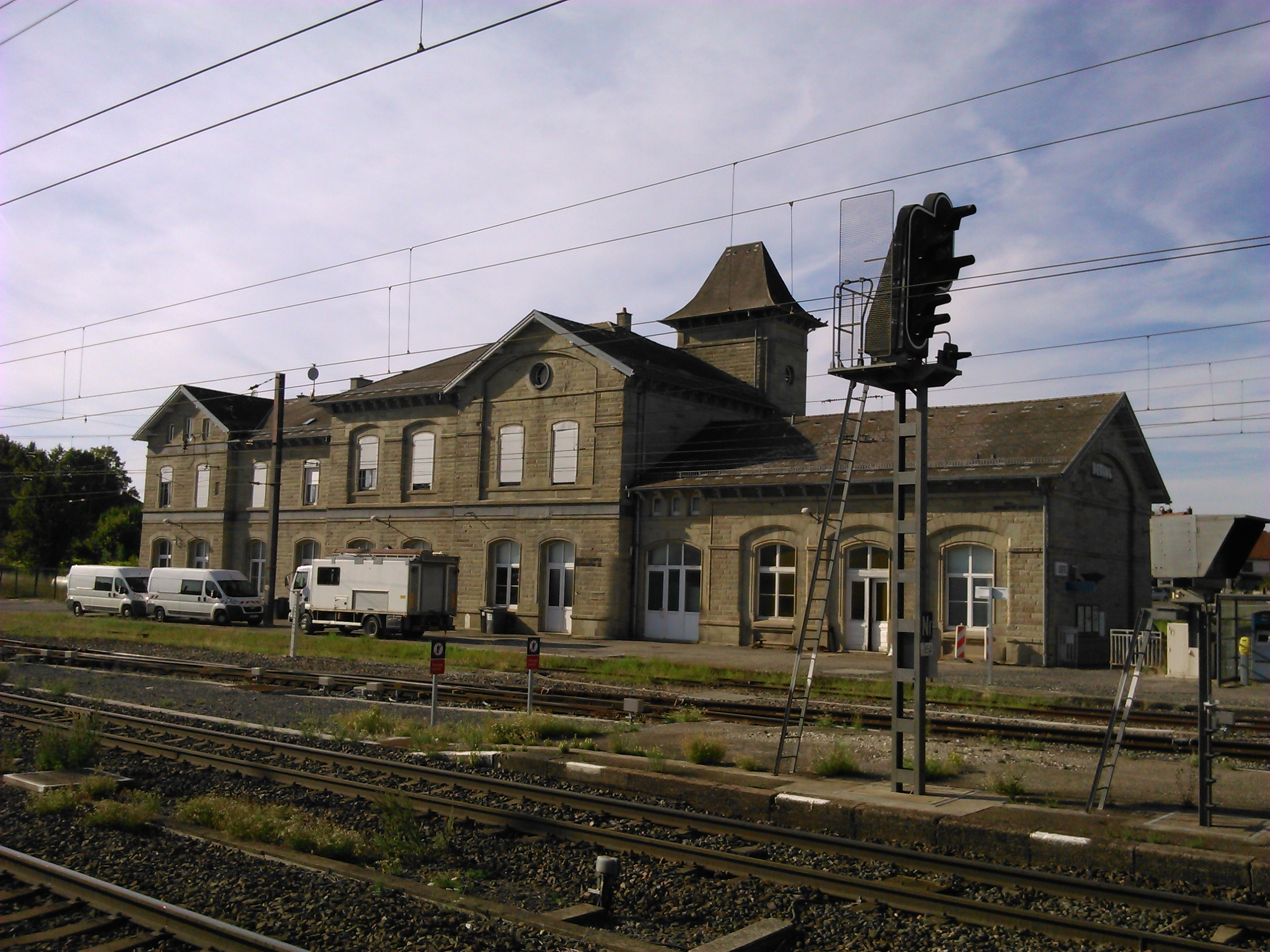
Bahnhof

## Persönlichkeiten
- Eloy Leveque (1856–nach 1918), Reichstagsabgeordneter 1912 bis 1918